# エディス・クレメンツ
エディス・クレメンツ（Edith Clements、またはEdith Schwartz Clements、結婚前の名前はEdith Gertrude Schwartz 、1874年 – 1971年）は、アメリカ合衆国の植物学者である。夫のフレデリック・クレメンツとともに、植物生態学の分野で先駆的な業績を上げた 。

## 略歴
ニューヨーク州のオールバニで生まれた。父親はネブラスカ州出身の食肉業者である  。ネブラスカ大学で学んだ後、ネブラスカ大学でドイツ語の教師となった。植物学者のフレデリック・クレメンツと出会い、植物学に転じ、当時のネブラスカ大学、ミネソタ大学では植物地理学の研究の中心となっていたので、クレメンツもその分野に進んだ。1899年に、フレデリック・クレメンツと結婚した。1904年にネブラスカ大学で博士号を得て、ネブラスカ大学から博士号を得た最初の女性となった。
博士号を得た後、1904年から1907年の間、夫が教えていたネバダ大学の助手となり、1907年に夫がミネソタ大学で職を得た後、1909年からミネソタ大学の植物学の講師となった。1917年からカーネギー研究所から支援を受けて、クレメンツ夫妻は共同研究を行った。エディス・クレメンツもカーネギー研究所のフィールド・アシスタントとなった。冬の間は1917年からアリゾナ州のツーソン、1925年からカリフォルニア州のサンタバーバラに設けられた研究所で研究し、夏はコロラド州のパイクスピークの高山研究所で研究した。高山研究所は1940年に閉鎖されるまで、多くの植物学、生態学の研究者を育てた。夫妻は共同で論文を執筆したり、個人名義でも執筆した。語学力に優れたエディスは夫妻の著作を外国語に翻訳した。
1930年代に農業技術が原因でグレートプレーンズ広域で砂嵐が発生した「ダストボウル」の時代に、クレメンツ夫妻は農地の保全に尽力した。
エディス・クレメンツは優れた植物画の描き手でもあり、著書、共著書に多くの図版を描いた。図版を描いた著名な著書には、"Plant Succession" (1916)、"Adaptation and Origin in the Plant World: The Role of Environment in Evolution" (1939)、"Dynamics of Vegetation" (1949)などがあり、1916年にRocky Mountain Flowers"の175の図版は"Flowers of Mountain and Plain"のタイトルで画集として再刊された)。

## Rocky Mountain Flowersの図版

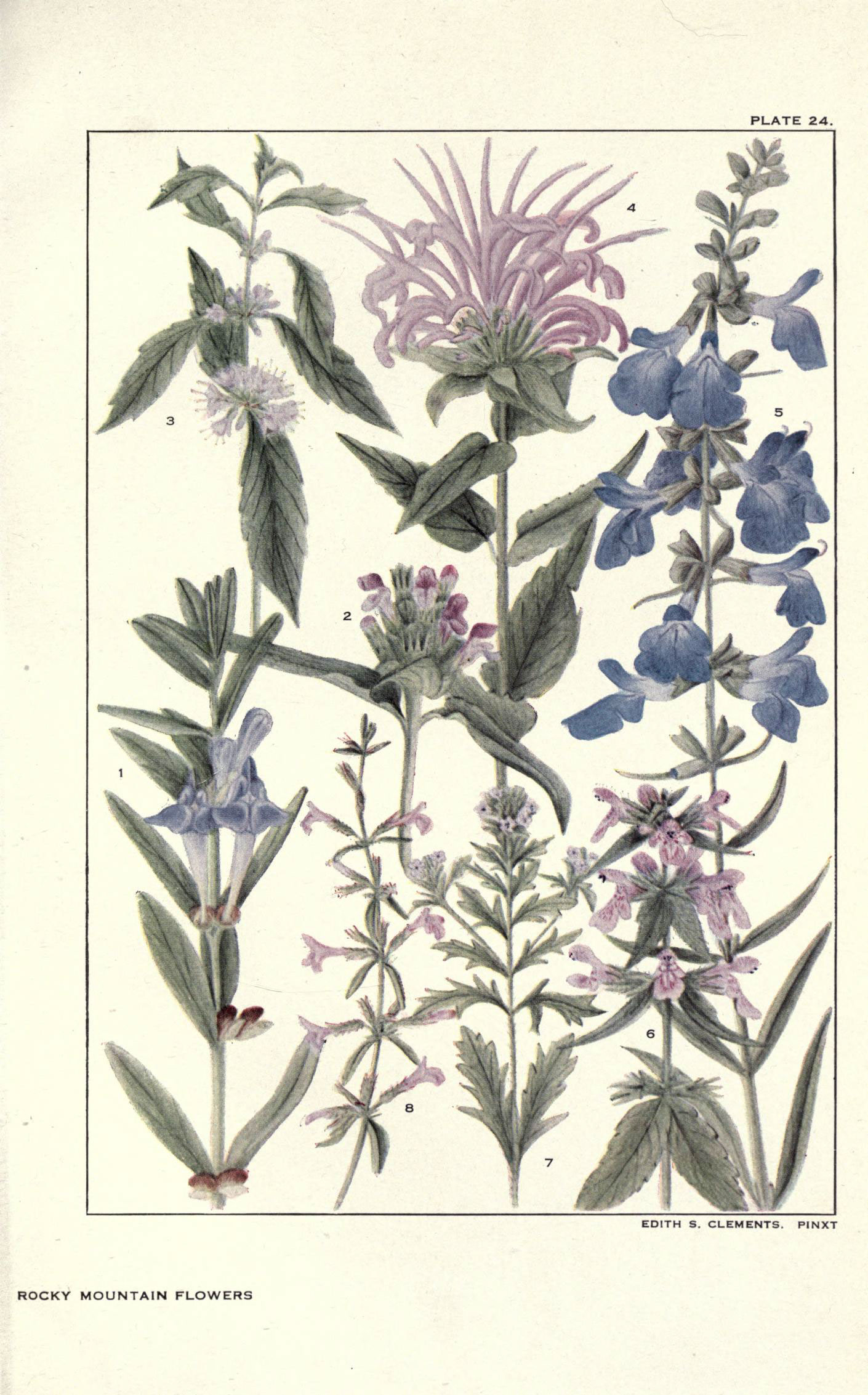
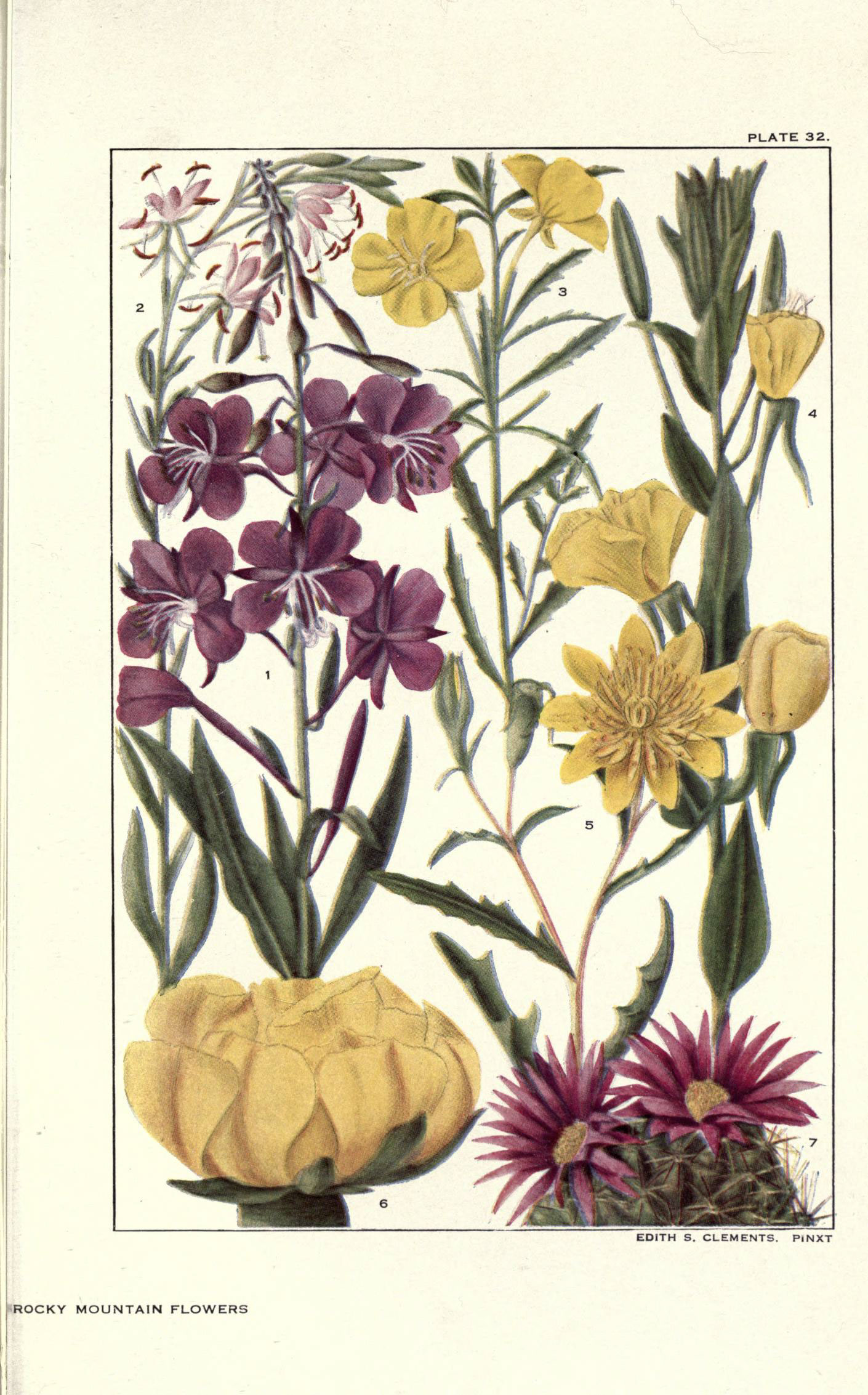
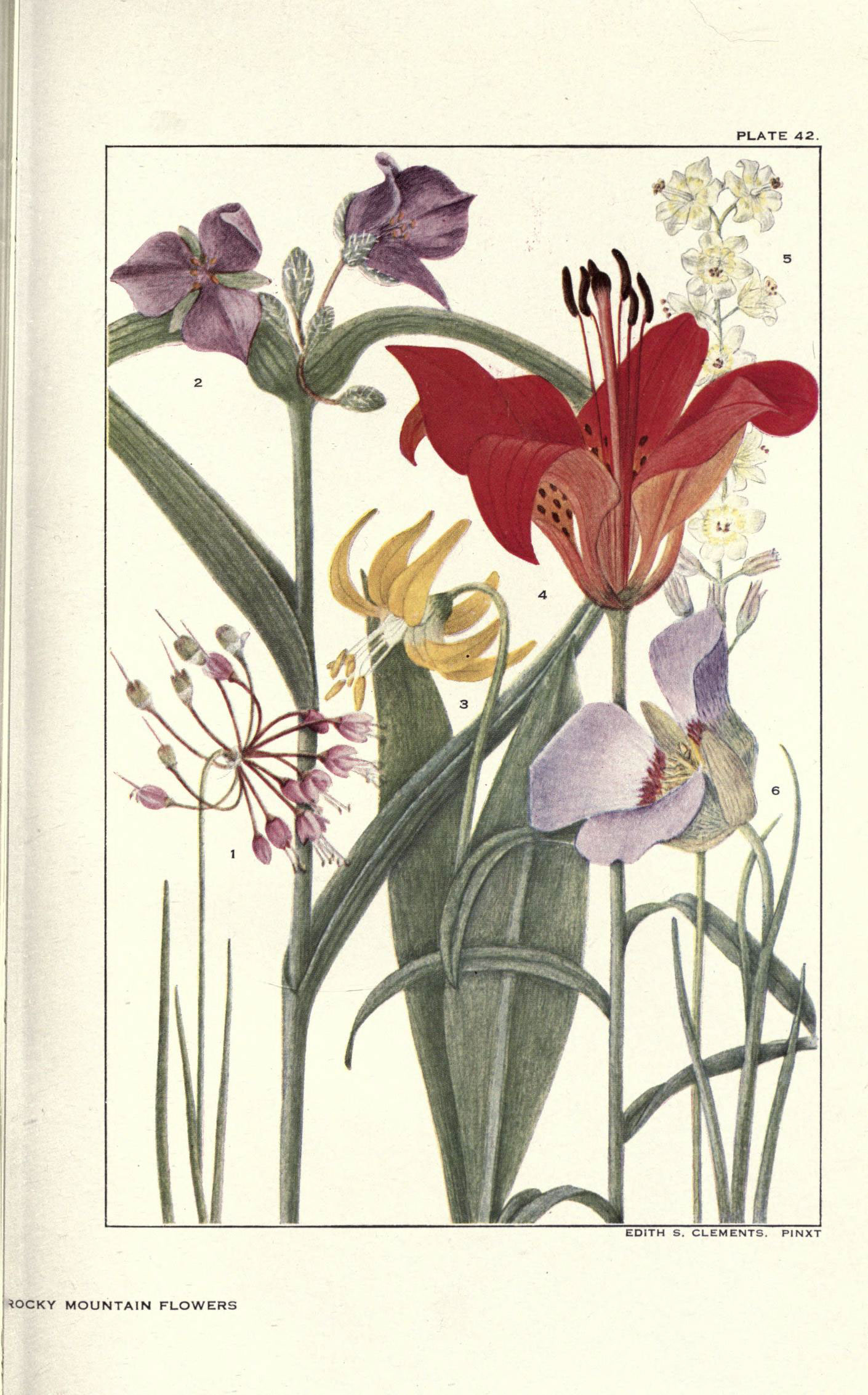
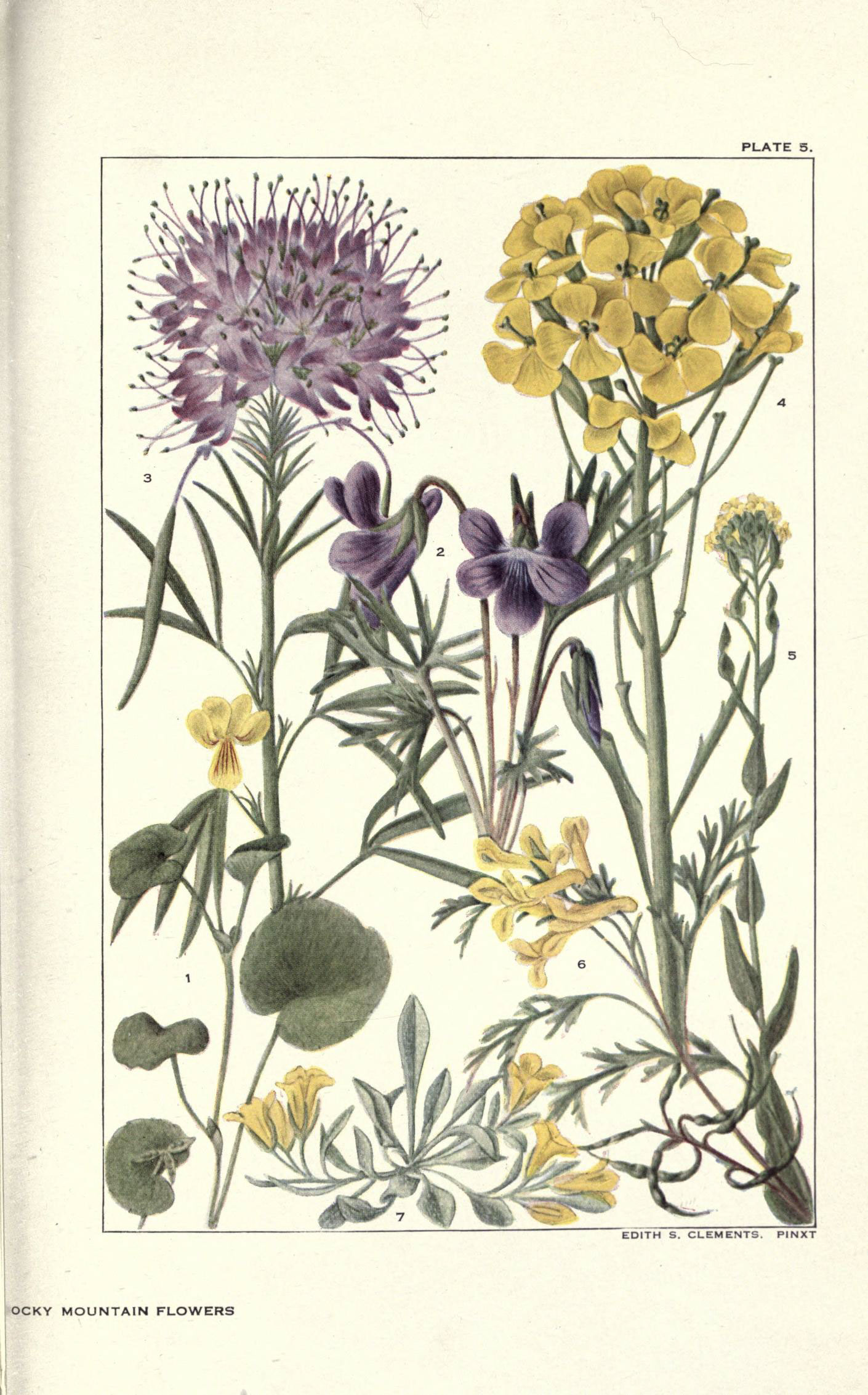

## 著作
- Adventures in Ecology: Half a Million Miles: From Mud to Macadam (1960)
- Flowers of Coast and Sierra (1928)
- Flower Families and Ancestors (1928, with Frederic Clements)
- Flowers of Mountain and Plain (1916)
- Rocky Mountain Flowers (1914; with Frederic Clements)
- "The Flower Pageant of the Midwest" (1939; with Frederic Clements)
- "The Relation of Leaf Structure to Physical Factors" (1905; Ph.D. dissertation)
- Cryptogamae Formationum Coloradensium (1905–1908; with Frederic Clements; issued in print in 1972)
- Herbaria Formationum Coloradensium (1903; with Frederic Clements)